# Manuş Baba
Manuş Baba o Mustafa Özkan (nascut l'1 desembre 1986,Tars) és un cantant turc.
Des de 2010, forma part del grup Güneşe Yolculuk. És diplomat de la Universitat de Akdeniz. Les seves cançons ja conegudes són Dönersen ıslık çal, Bu havada gidilmez i Eteği belinde .

## Discografia
- Dönersen ıslık çal
- İki gözümün çiçeği